# Manuel de Oms y de Santa Pau

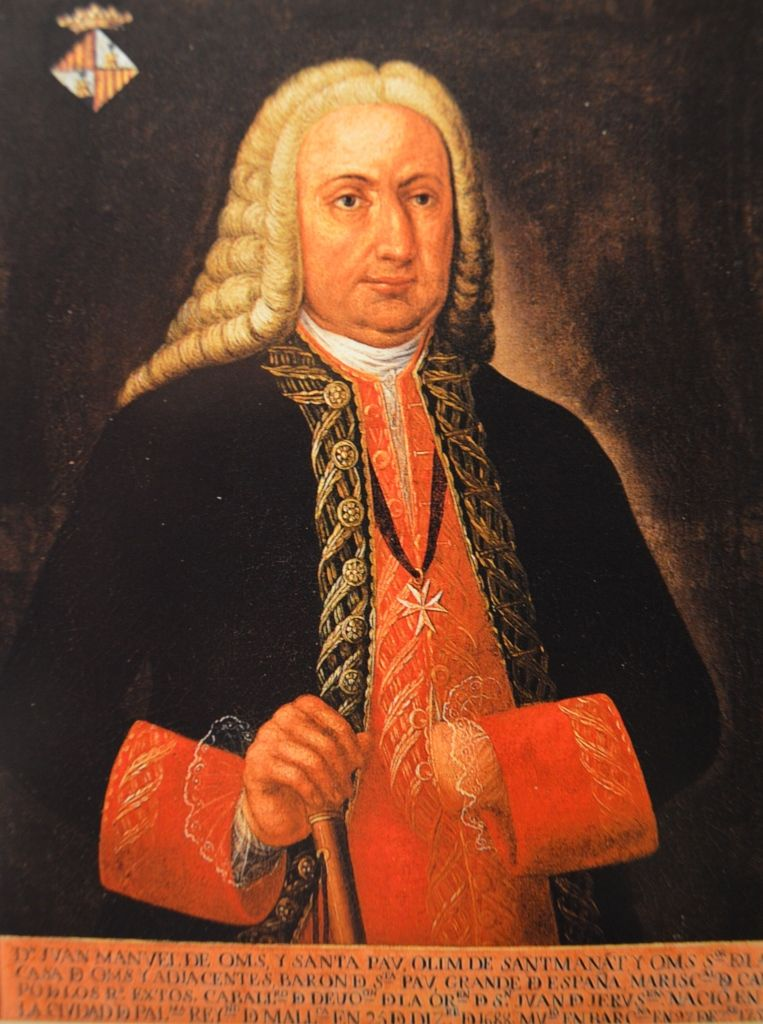
Manuel de Oms y Santa Pau

Don Manuel de Oms y Santa Pau (Barcelona, 1651 – Lima, 24 de abril de 1710) foi um diplomata, estudioso e administrador colonial espanhol. De 7 de julho de 1707 até 22 de abril de 1710 exerceu o cargo de vice-rei do Peru.

## Antes de se tornar vice-rei
Manuel de Oms y de Santa Pau pertencia a uma família nobre da Catalunha. Ele foi governador de Tarragona em 1677 e embaixador em Portugal a partir de 1691. Em 1698, Carlos II, o último rei espanhol de Habsburgo, nomeou-o embaixador na corte de Luís XIV em Paris. Oms era um francófilo que apoiou a causa Bourbon na Guerra da Sucessão Espanhola. Durante a guerra, ele lutou ao lado do Duque de Anjou, futuro Filipe V de Espanha. Foi ele quem informou ao rei francês que Carlos tinha nomeado o Duque de Anjou como seu herdeiro, com as palavras Señor,desde este momento no hay Pirineos ("Senhor, a partir deste momento não existem mais Pireneus.").
Como recompensa por seu apoio, Filipe V nomeou-o vice-rei do Peru em 1704, embora ele tenha tomado posse somente em 1707.

## Vice-rei do Peru

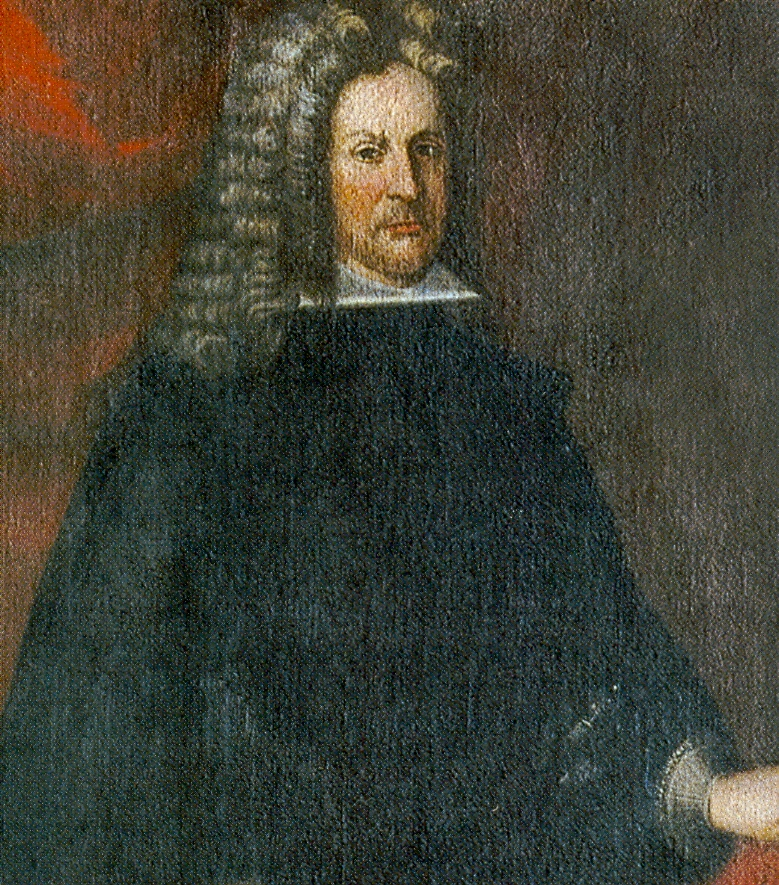
Retrato de Manuel de Oms y de Santa Pau, vice-rei do Peru, destacando-se pelos trajes formais da época, incluindo uma peruca Allonge e gola golilla, com a mão esquerda repousando sobre uma mesa, simbolizando sua autoridade durante o período colonial.

Assumiu o cargo de vice-rei em 7 de julho de 1707. Ele conseguiu enviar uma soma enorme de dinheiro (1 600 000 pesos) para o rei a fim de cobrir parte dos custos da guerra. Isso foi possível, em parte, por causa da descoberta de minas em Caraboya. A coleta do dinheiro causou muitos protestos, principalmente entre os comerciantes, que entraram com uma ação contra o vice-rei várias vezes no Tribunal del Consulado. Os comerciantes também se opuseram a abertura do porto de Callao para os navios franceses.
Esses problemas foram acompanhados por outros: o aumento do contrabando francês e os ataques dos ingleses ao litoral, especialmente os de Charles Wager e Thomas Colb em 1708 e os de Woodes Rogers entre 1709 e 1711. Para lidar com os ataques, o vice-rei tentou formar uma marinha, recrutando homens por meio de uma imposição.
Em 1709, ele foi acusado de apropriação indébita e negociação com o contrabando. Os produtos franceses tinham saturado o mercado, e muito deles foram desembarcados em Pisco, sem pagar impostos. Pisco era um pequeno porto localizado a cerca de 200 km ao sul de Lima. Membros da família do vice-rei estavam aparentemente envolvidos no contrabando. Ele foi quase imediatamente afastado do cargo, mas o apoio do rei e a grande quantidade de dinheiro enviado para a Espanha trabalhou em seu favor. Sua propriedade na Catalunha, contudo, foi confiscada, mas foi devolvida aos seus herdeiros em 1714.
Ele chegou a um acordo com os comerciantes, segundo o qual, em troca de sua ajuda financeira, ele expulsaria os franceses do vice-reinado. O acordo não foi um sucesso, porque os navios tesoureiros que ele mandou retornar do Panamá para a Espanha, perderam a proteção dos franceses e estavam vulneráveis ao ataque dos ingleses estabelecidos na Jamaica.

## Educação
Ele era educado e culto, bem como um homem de letras. Traduziu os hinos de Tomás de Aquino e escreveu os dramas El Mejor Escudo de Perseo e Triunfos del Amor y del Poder, e a ópera cômica A cantar un villancico. Fundou uma academia literária em 23 de setembro de 1709 e promovia debates semanais literários no palácio, estes atraiam alguns dos melhores escritores de Lima. Dentre eles, o famoso estudioso crioulo Pedro Peralta y Barnuevo. Foi o patrono de vários poetas indígenas. Introduziu a moda francesa e italiana no vice-reinado, e compôs várias obras musicais.

## Morte
Manuel de Oms y de Santa Pau morreu em Lima em 24 de abril de 1710. Seu coração foi trazido de volta à Espanha, enquanto o corpo foi enterrado em San Francisco (Lima). Miguel Núñez de Sanabria, presidente da Real Audiência de Lima, assumiu o posto de vice-rei interino.